# آهتی هینلا
آهتی هینلا (استونیایی: Ahti Heinla؛ زادهٔ ۲ مهٔ ۱۹۷۲) برنامه‌نویس کامپیوتر و یکی از توسعه‌دهندگان اسکایپ اهل استونی است.
وی در سال ۲۰۰۷ نشان ستاره سفید را کسب کرده است.